# Mestre de capella
El mestre de capella era el director de la capella de música, centre de l'activitat musical durant l'edat mitjana i fins a la fi de l'antic règim. Era el personatge principal
i més representatiu de la capella, ja que era el director musical, tant en els assajos com en les funcions, feia els arranjaments necessaris, componia obres noves i també s'encarregava de l'educació dels escolans del cor. Tanmateix, el terme ha evolucionat considerablement en el seu significat en resposta als canvis succeïts dins la professió musical.
A Alemanya el mestre de capella, Kapellmeister, era equivalent al director d'una orquestra privada o petita. La paraula Hofkapellmeister especificava que el Kapellmeister treballava en la cort d'un noble (Hof). Un Konzertmeister era un càrrec una mica inferior.
El càrrec s'estengué als Països Catalans a partir de mitjan segle xvi. La seva missió era la d'ensenyar cada dia el cant litúrgic als canonges i als beneficiats i educar la veu als nens cantors. L'organista depenia del mestre de capella. A partir del segle xvii, sovint tenia l'obligació d'escriure composicions amb motiu de les principals festivitats. El càrrec existia a les principals seus eclesiàstiques i també als monestirs, com al de Montserrat. En la terminologia catalana la denominació ha estat sempre aplicada al director de música sagrada.

## Història
Durant el Renaixement i el Barroc, el Mestre de capella era el músic de més experiència i prestigi, sempre compositor, que formava, gestionava i dirigia al grup de cantaires i instrumentistes, i era el responsable de la música sacra en els oficis de les esglésies, o de la música profana en les festes de la cort. Aquest grup musical, i el lloc on assajaven i rebien classes del mestre, s'anomenava capella, tant si el grup era religiós com si era cortesà, encara que el primer cas era molt més freqüent, sobretot en el Renaixement. En algunes catedrals i palaus, la capella de cantaires podia diferenciar-se de la de ministrers o instrumentistes de vent, que arribava a tenir el seu propi mestre.
Durant l'edat mitjana i el Renaixement l'organització gremial del treball artístic, i la seva posició en la societat, que era la d'artesà, determinaven la vida dels músics: ingressaven de nens, anomenats seises a Espanya, per ser aquest un nombre freqüent de coristes infantils, i quedant des de llavors a disposició del mestre, amb qui vivien. D'ell aprenien cant pla, contrapunt, a tocar un instrument –sovint l'orgue–, i potser composició.
D'adults, la seva carrera era de cantors si no perdien la veu, d'organistes o ministrers si havien adquirit el domini d'instruments, i de mestres de capella si eren els més dotats, capaços de guanyar els concursos que convocaven les esglésies quan hi havia vacants, o de tenir suficient prestigi per a ser reclamats per catedrals i capelles cortesanes.
A Espanya, gràcies als reglaments escrits d'algunes catedrals, se sap que les obligacions del mestre de capella eren, entre d'altres: la custòdia de l'espai físic de la capella, el lloc dels assaigs i les classes, de la qual tenia la clau; impartir lliçons de les disciplines ja citades no sol als cantaires, sinó també a altres persones lligades a l'església que les volguessin aprendre; reclutar cantors i músics, per garantir el funcionament permanent de la capella musical; en molts casos, allotjar a casa seva els nens cantaires, i ocupar-se de la seva educació general i manutenció, i compondre les peces destinades a festes especials, com ara Nadal o Corpus Christi. L'incompliment de les normes es castigava amb sancions econòmiques, i fins i tot amb l'expulsió.
Les funcions i obligacions dels mestres de capella van anar canviant fins al segle xviii. També van anar augmentant les oportunitats de fer carrera com a músic sense una vinculació tan directa a les capelles musicals de les esglésies.
L'existència d'importants fons musicals en els arxius d'esglésies i catedrals es deu, principalment, al paper de mecenatge que durant molts segles realitzà l'estament eclesiàstic, en finançar les capelles de música. Aquest mecenatge s'estroncà a partir de la caiguda de l'absolutisme de Ferran VII i l'aprovació de les mesures desamortitzadores de Juan Álvarez Mendizábal, l'any 1833. Aquestes lleis significaren l'anorreament del poder econòmic de l'Església i la progressiva desaparició de les capelles de música, que desapareixeran per decret l'any 1842 i que quedaran reduïdes a la mínima expressió, és a dir: el mestre de capella, dos
escolans, l'organista i un salmista.

## Exemples famosos
Els exemples de mestres de capella són molt abundants: pràcticament tots els músics importants del Renaixement i Barroc van ocupar aquest càrrec, freqüentment després de recórrer el camí començant com a nen cantaire. Ordenats cronològicament per data de naixement hi ha:
- Alexander Utendal (1545-1581), mestre de capella de l'arxiduc Ferran d'Àustria
- Melchor Robledo (1510-1586), mestre de capella de la Seu de Saragossa, considerat l'iniciador de l'escola aragonesa de música polifònica del segle xvi
- Alard Nuceus (segle xvi), Kapellmeister de la capella imperial de Viena
- Michael Praetorius (1571 - 1621), Kapellmeister a Wolfenbüttel a partir de 1604
- Samuel Scheidt (1587 – 1653), Kapellmeister de la Cort del marcgraviat de Brandenburg
- Heinrich Ignaz Biber (1644 – 1704), Kapellmeister a Salzburg des de 1684
- Georg Muffat (1653 - 1704), Kapellmeister de la catedral de Passau des de 1690 fins a la mort
- Agostino Steffani (1653 - 1728), Kapellmeister des de 1688 fins a 1698 a la Cort d'Ernest August, primer elector de Hannover
- Johann Caspar Ferdinand Fischer (mort el 1746), Kapellmeister de Ludwig Wilhelm de Baden probablement des de 1695 o abans
- Johann Ludwig Bach (1677 - 1731), cosí segon de J. S. Bach, era Kapellmeister a Meiningen
- Georg Philipp Telemann (1681 – 1767), va ser Kapellmeister durant 16 anys, a partir del 1705, en la cort del comte Erdmann II a Hamburg
- Johann Sebastian Bach (1685 - 1750), treballà de 1717 a 1723 com a Kapellmeister del príncep Leopold d'Anhalt-Cöthen
- George Frideric Handel (1685 - 1759), des de 1710 a 1712 va ser el Kapellmeister de Jordi de Brunsvic-Lüneburg, elector de Hannover
- Johann Friedrich Fasch (1688 – 1758), des de 1722 va ser Kapellmeister a Zerbst
- Georg Reutter (1708 - 1772) des del 1738, ho fou de la catedral de Sant Esteve de Viena succeint el seu pare
- Antonio Orisicchio (segle xviii), ho fou de l'Església de Sant Jaume dels Espanyols de Roma
- Fabián García Pacheco (segle xviii), ho fou de l'Església de la Soledat de Madrid
- Andrea Luchesi (1741 - 1801), des de 1774 va ser Kapellmeister a Bonn, a la cort de l'elector de Colònia
- Georg Viktor Weber (1838-1911), fou Kapellmeister durant molts anys a la catedral de Magúncia
- Gottfried Weber (1779-1839), fou Kapellmeister durant deu anys a la catedral de Mannheim
- Francesco Pasquale Ricci (1733-1817), mestre de la catedral de Como, Itàlia
- Didier Lupi Second, mestre de capella d'alguna de les esglésies de Lió
- Curzio Mancini
- Anton Mayer